# Tmesisternus obsoletus
Tmesisternus obsoletus es una especie de escarabajo del género Tmesisternus, familia Cerambycidae. Fue descrita científicamente por Blanchard en 1853.
Habita en Nueva Guinea Occidental. Esta especie mide 15-18 mm.